# Francesco Bottino
Francesco Bottino (* 17. Februar 1894 in Chialamberto, Italien; † 20. März 1973) war ein italienischer Geistlicher und römisch-katholischer Weihbischof in Turin.

## Leben
Francesco Bottino empfing am 29. Juni 1920 das Sakrament der Priesterweihe. 
Am 13. Dezember 1947 ernannte ihn Papst Pius XII. zum Titularbischof von Sebaste in Palaestina und zum Weihbischof in Turin. Der Erzbischof von Turin, Maurilio Kardinal Fossati OSSGCN, spendete ihm am 7. März 1948 die Bischofsweihe; Mitkonsekratoren waren der Weihbischof in Turin, Giovanni Battista Pinardi, und der emeritierte Apostolische Vikar von Nyeri, Carlo Re IMC.
Bottino nahm an allen vier Sitzungsperioden des Zweiten Vatikanischen Konzils teil.